# Яррото 2-е
Яррото 2-е (Ярото, Ярато) — озеро в Ямало-Ненецком автономном округе России на полуострове Ямал, к западу от озера Яррото 1-е и к югу от озера Тэтато. Через реку Юрибей озеро связано с Карским морем. Питание главным образом снеговое, ледостав с октября по июнь.

## Этимология
Название двух озёр происходит от ненецких слов: яр — «песок» и то — «озеро», то есть Ярато — «озеро с песчаными берегами». 

## Описание
В озере водится пелядь и другие рыбы рода сиговых, возможно промышленное использование. На берегу озера найдены остатки священного места ненцев